# Cullen gaudichaudianum
Cullen gaudichaudianum är en ärtväxtart som först beskrevs av Joseph Decaisne, och fick sitt nu gällande namn av James Walter Grimes. Cullen gaudichaudianum ingår i släktet Cullen, och familjen ärtväxter. Inga underarter finns listade i Catalogue of Life.